# الوكالة المصرية للشراكة من أجل التنمية
الوكالة المصرية للشراكة من أجل التنمية هي وكالة حكومية تتبع وزارة الخارجية المصرية أنشأت بقرار رئيس مجلس الوزراء رقم 959 لسنة 2013 بدمج «الصندوق المصري للتعاون الفني مع دول الكومنولث والدول الإسلامية والدول المستقلة حديثاً» و«الصندوق المصري للتعاون الفني مع أفريقيا». وعين أول أمين عام للوكالة وهو السفير حازم فهمي في 7 مايو 2014. وأعلن الرئيس عبد الفتاح السيسي عن إطلاق الوكالة المصرية للشراكة من أجل التنمية في الخطاب الذي ألقاه خلال القمة الثالثة والعشرين للاتحاد الإفريقي بمدينة مالابو لتبدأ الوكالة عملها رسمياً اعتباراً من 1 يوليو 2014.

## الأهداف
- تعمل الوكالة وفقاً لأحدث قواعد العمل في وكالات التنمية في الدول المتقدمة كذراع تنموي للسياسة الخارجية المصرية.
- تركز الوكالة بشكل أساسي علي دعم المشروعات التنموية الكبري في إفريقيا وغيرها من الدول الصديقة النامية بالتركيز على مجالات التنمية، مثل مجالات الاتصالات والنقل وتكنولوجيا المعلومات، والخدمات الصحية، والزراعة، والطاقة. ونقل الخبرات المصرية وتأهيل الكوادر في مختلف المجالات.
- تعمل الوكالة بالتنسيق مع الوزارات الاخري المعنية في الدولة نحو إقامة شراكة حقيقية مع القطاع الخاص ومؤسسات التمويل الإقليمية والدولية إلي جانب تطوير آليات التعاون ثلاثي مع وكالات ودول أخري في مجال توفير الخبرات وإقامة دورات تدريبية وغيرها من برامج التعاون.

## وصلات خارجية
- الموقع الرسمي للوكالة.